# L84 Calcio a 5 2021-2022
La voce raccoglie i dati riguardanti la L84, squadra di calcio a 5 militante in serie A, nelle competizioni ufficiali della stagione sportiva 2021-2022.

## Trasferimenti

### Sessione estiva
| Cabeça                   | Aniene         |
| Jonas Pinto Junior       | Sandro Abate   |
| Josiko                   | Meta Catania   |
| Tuli                     | Peñíscola      |
| Matteo Gargantini        | Milano         |
| Alan Patrick de Oliveira | 360GG Cagliari |
| Andy Dragone             | Domus Bresso   |

| Antonio Rosano    | Fucsia Nizza |
| Michele Marchiori | Fucsia Nizza |
| Ibrahim Ghouati   | Asti Orange  |
| Luca Astegiano    | Val D'Lans   |

### Sessione invernale
| Eduardo Dias  | svincolato    |
| Fábio Poletto | Lido di Ostia |

| Matteo Gargantini | Milano         |
| Daniele Cerbone   | Elledì Fossano |
| Felippe Tambani   | Lido di Ostia  |

## Prima squadra
| N° | Naz.                   | Ruolo | Sportivo                 | Anno       |  |  |
| -- | ---------------------- | ----- | ------------------------ | ---------- |  |  |
| 1  | Brasile (bandiera)     | POR   | Pedro Siqueira           | 08.04.1999 |  |  |
| 2  | Italia (bandiera)      | LAT   | Michele Podda            | 13.04.2000 |  |  |
| 4  | Italia (bandiera)      | LAT   | Giuseppe Iovino          | 02.08.1985 |  |  |
| 5  | Italia (bandiera)      | PIV   | Matteo Gargantini        | 10.08.1996 |  |  |
| 6  | Marocco (bandiera)     | UNI   | Tuli                     | 27.11.1992 |  |  |
| 7  | Italia (bandiera)      | PIV   | Fahd Yamoul              | 20.11.2002 |  |  |
| 8  | Brasile (bandiera)     | DIF   | Lucas Siqueira           | 22.07.2000 |  |  |
| 10 | Spagna (bandiera)      | LAT   | Josiko                   | 12.05.1992 |  |  |
| 11 | Italia (bandiera)      | UNI   | Andy Dragone             | 28.06.1990 |  |  |
| 12 | Brasile (bandiera)     | LAT   | César Eduardo Turello    | 15.01.1990 |  |  |
| 15 | Azerbaigian (bandiera) | PIV   | Fábio Poletto            | 13.02.1989 |  |  |
| 17 | Brasile (bandiera)     | LAT   | Alan Patrick de Oliveira | 07.09.1984 |  |  |
| 20 | Italia (bandiera)      | LAT   | Jonas Pinto Junior       | 24.05.1984 |  |  |
| 21 | Brasile (bandiera)     | DIF   | Felippe Tambani          | 23.09.1999 |  |  |
| 22 | Italia (bandiera)      | POR   | Giorgio Luberto          | 17.11.1997 |  |  |
| 27 | Brasile (bandiera)     | DIF   | Murilo Miani             | 05.09.1988 |  |  |
| 30 | Italia (bandiera)      | POR   | Lorenzo Garofano         | 30.07.2002 |  |  |
| 84 | Brasile (bandiera)     | UNI   | Eduardo Dias             | 13.09.1980 |  |  |
| 88 | Brasile (bandiera)     | PIV   | Cabeça                   | 14.12.1993 |  |  |
|    | Italia (bandiera)      | LAT   | Daniele Cerbone          | 10.01.1995 |  |  |

## Under-19
| N° | Naz.              | Ruolo | Sportivo             | Anno       |  |  |
| -- | ----------------- | ----- | -------------------- | ---------- |  |  |
| 3  | Italia (bandiera) | LAT   | Simone De Felice     | 18.09.2003 |  |  |
| 3  | Italia (bandiera) | LAT   | Andrea Lupo          | 12.02.2004 |  |  |
| 3  | Italia (bandiera) | LAT   | Andrea Pepè          | 04.11.2005 |  |  |
| 3  | Italia (bandiera) | LAT   | Simone Russo         | --.--.---- |  |  |
| 3  | Italia (bandiera) | LAT   | Alessandro Schettino | --.--.---- |  |  |
| 3  | Italia (bandiera) | LAT   | Stefano Zago         | --.--.---- |  |  |
| 7  | Italia (bandiera) | LAT   | Simone Novo          | 21.02.2005 |  |  |

## Risultati

### Serie A
|  | Pos. | Squadra | Pt | G  | V | N | P  | GF | GS | DR |
|  | ---- | ------- | -- | -- | - | - | -- | -- | -- | -- |
|  | 12.  | L84     | 33 | 30 | 9 | 6 | 15 | 81 | 86 | -5 |

### Play-out
Andata
| Arbitri: | Simone Micciulla (Roma 2) Luigi Alessi (Taurianova) Michele Ronca (Rovigo) |
| Crono:   | Andrea Saggese (Rovereto)                                                  |

|                                                 |           |                            |
| Juan Fran 12'10'’ Belsito 26'00'’ Dener 39'30'’ | Marcatori | 4'40'’ Miani 17'00'’ Podda |

Ritorno
| Arbitri: | Alessandro Ribaudo (Roma 2) Simone Pisani (Aprilia) Chiara Perona (Biella) |
| Crono:   | Simone Zanfino (Agropoli)                                                  |

|                                            |           |                                                        |
| Poletto 29'40'’ Alan 36'42'’ Podda 39'40'’ | Marcatori | 3'26'’, 26'10'’ Dener 27'56'’, 32'53'’, 39'59'’ Vieira |